# Chota Char Dham
Chota Char Dham (Hindi: छोटा चार धाम Choṭā Cār Dhām [ˈtʃʰoːʈɑː ˈtʃɑːr ˈd̪ʱɑːm] „kleiner Char Dham“) ist ein hinduistischer Pilgerweg in Indien, der im Norden des Landes im Himalaya gelegen ist.
Die vier Pilgertempel sind der Badrinath-Tempel in Badrinath, der Kedarnath-Tempel in Kedarnath, der Gangotri-Tempel in Gangotri und der Yamunotri-Tempel in Yamunotri. Alle vier Tempel befinden sich im indischen Bundesstaat Uttarakhand.
Der Pilgerweg ist nicht zu verwechseln mit dem Pilgerweg Char Dham („vier Stätten“), der sich über den gesamten Subkontinent Indien erstreckt und die vier Kardinalpunkte Indiens markiert. Der Badrinath-Tempel gehört sowohl zum „kleinen“ als zum „großen“ Char Dham.

## Galerie

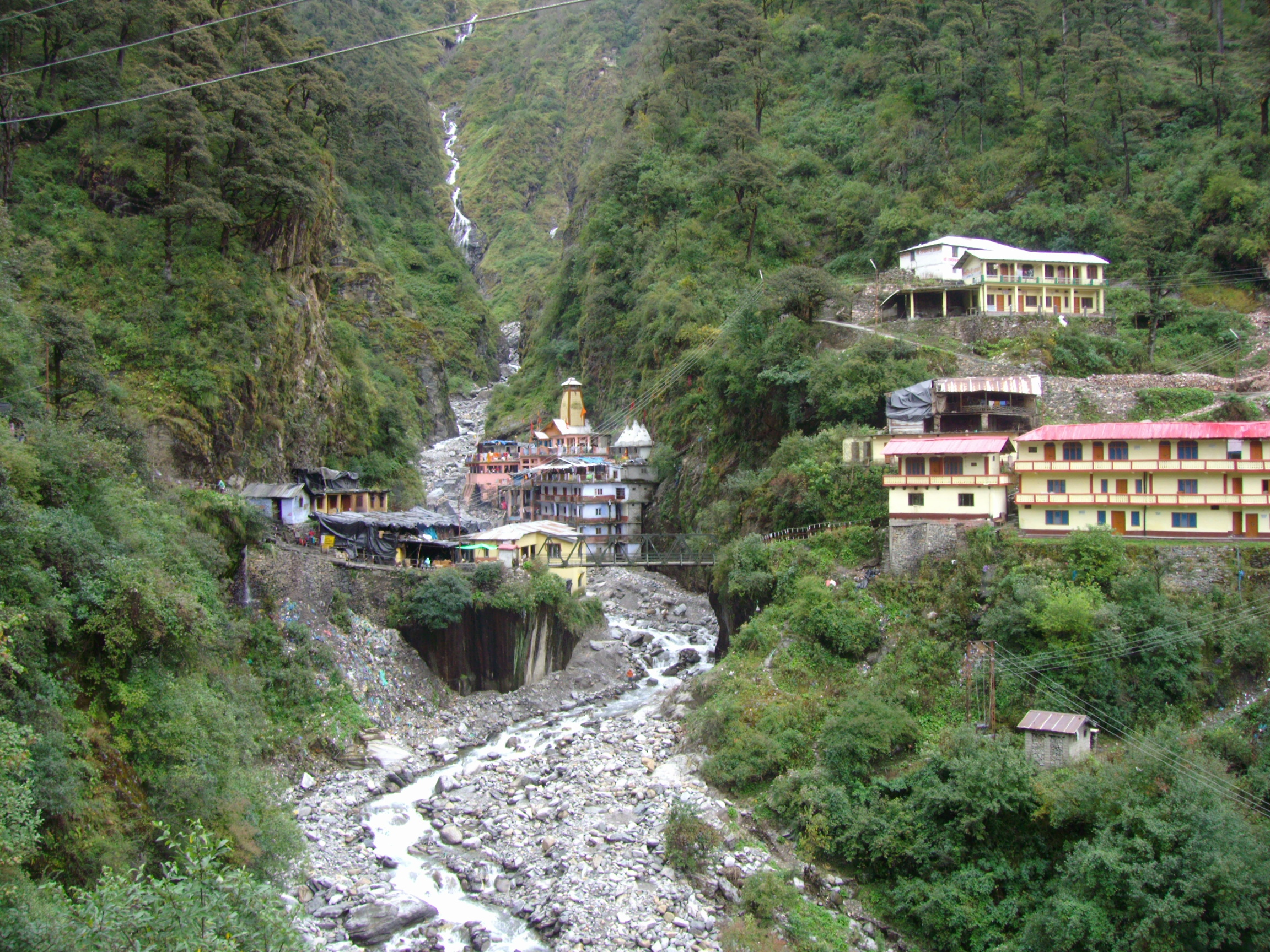
Yamunotri-Tempel in Yamunotri
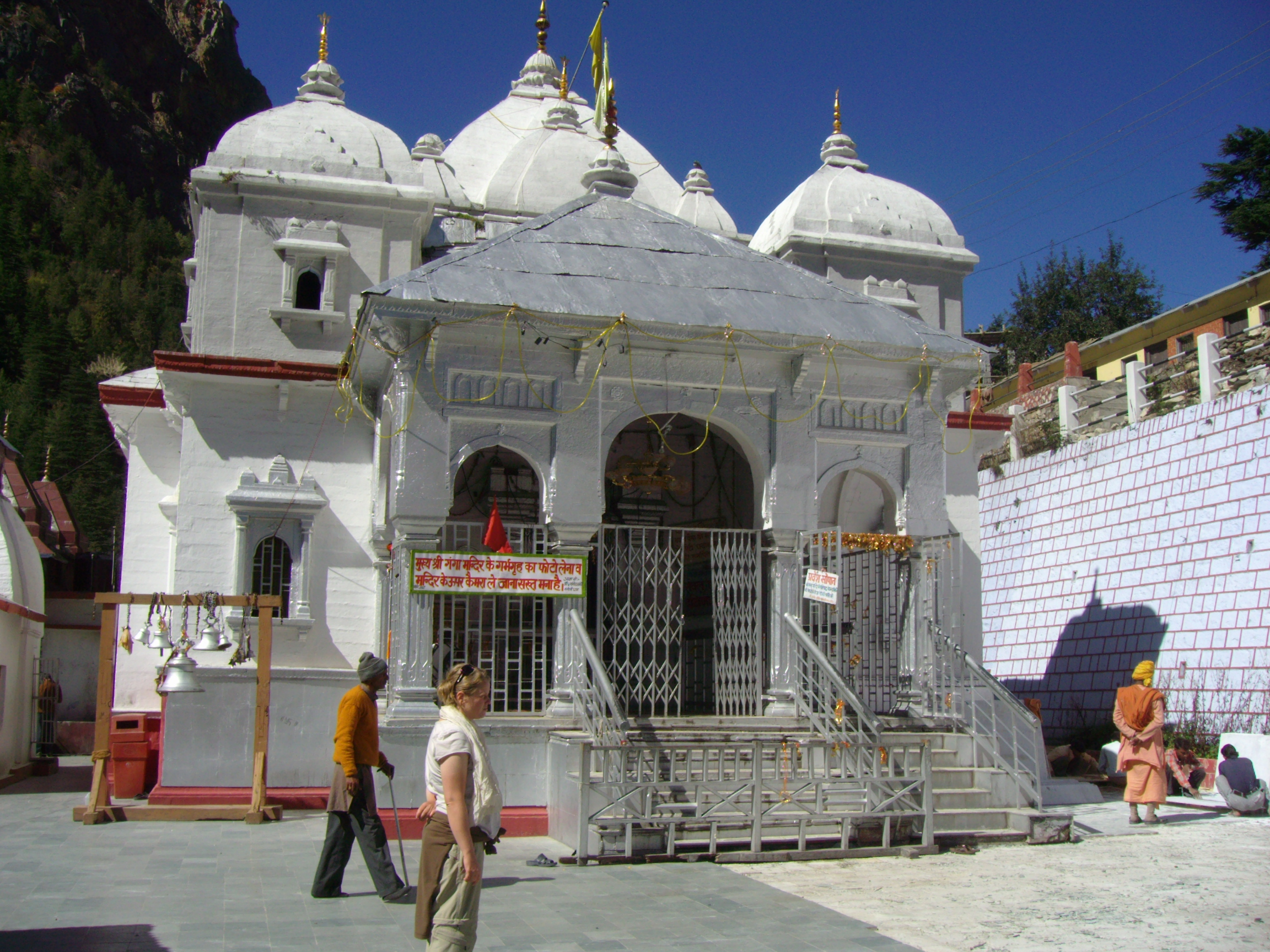
Gangotri-Tempel in Gangotri
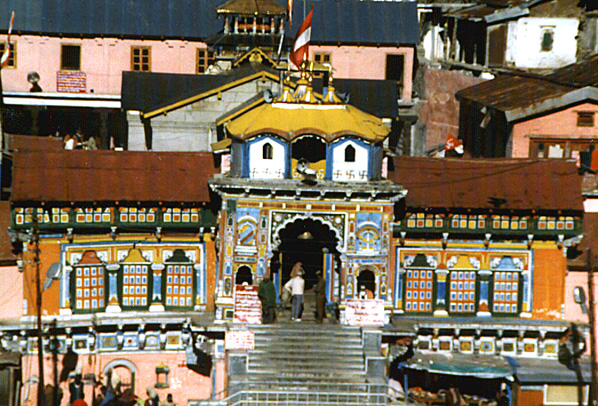
Badrinath-Tempel in Badrinath
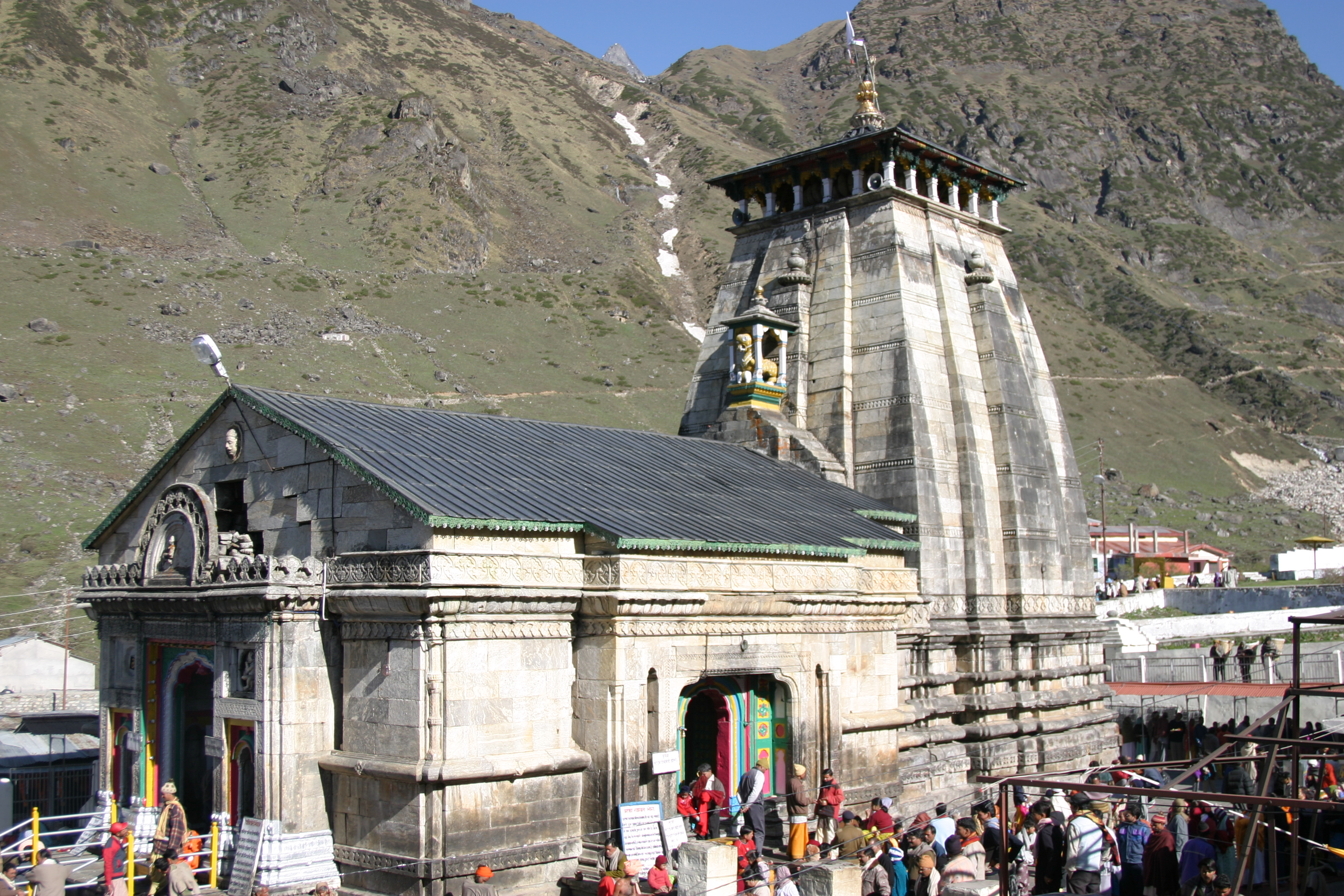
Kedarnath-Tempel in Kedarnath